# Lac Picotine
Lac Picotine är en sjö i Kanada.   Den ligger i regionen Mauricie och provinsen Québec, i den sydöstra delen av landet, 270 km nordost om huvudstaden Ottawa. Lac Picotine ligger 402 meter över havet.
I omgivningarna runt Lac Picotine växer i huvudsak blandskog. Trakten runt Lac Picotine är nära nog obefolkad, med mindre än två invånare per kvadratkilometer.